# لین ونشنگ
لین ونشنگ (انگلیسی: Lin Wensheng؛ زادهٔ ۶ ژوئن ۱۹۷۰) وزنه‌بردار اهل چین بود. وی در بازی‌های المپیک تابستانی ۱۹۹۲ شرکت کرده‌است.